# Flysch di Albidona

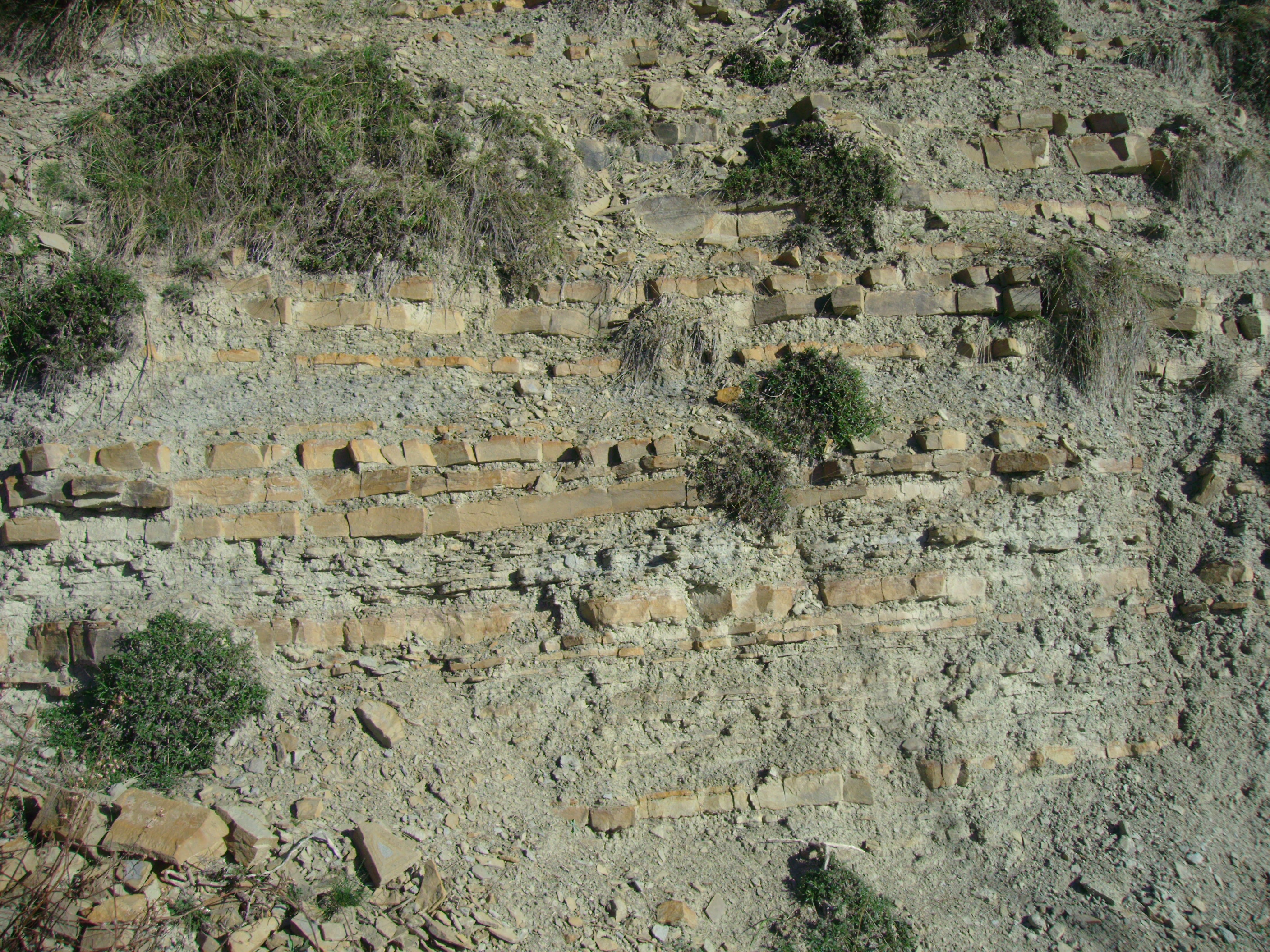
Flysch di Albidona.

Il Flysch di Albidona è un complesso sedimentario che occupa la sezione settentrionale del Complesso Liguride della Lucania, estendendosi per tutta l'area di confine tra Calabria e Basilicata. Si tratta di un'alternanza arenaceo-pelitica di colore grigio-oliva (che può raggiungere i 2200–2300 m di spessore), in cui si intercalano in modo consistente marne calcaree e calcari marnosi bianchi, con affioramenti di peliti, spesso siltose, a composizione di subgrovacche. La sua età è compresa fra Eocene inferiore e Eocene medio.
La formazione ha assunto varie denominazioni (Formazione di San Mauro, Unità Alessandria del Carretto, Unità Manganile, Alternanza argilloso-arenaria di Montegiordano), ma oggi la denominazione utilizzata è Flysch di Albidona o Formazione di Albidona, in quanto tale località possiede nel suo territorio gli affioramenti più cospicui.

## Affioramenti

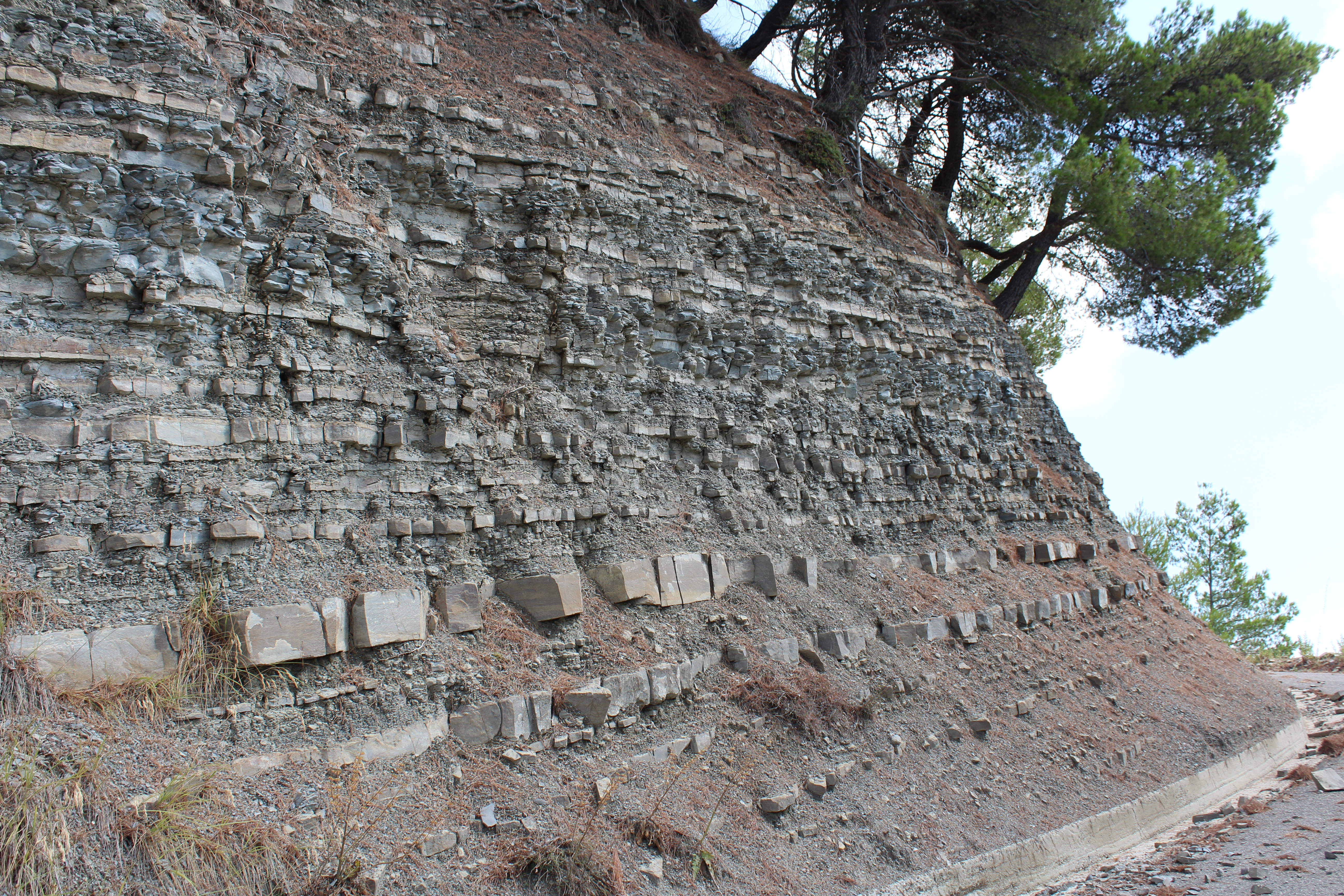
Flysch di Albidona in località Mìcari, lungo il versante settentrionale del territorio albidonese.

Questa formazione affiora in due sezioni distinte fondamentali:
- Sezione di Albidona: nell'Alto Ionio Cosentino, nei territori di Trebisacce, Cerchiara di Calabria, Villapiana, Plataci (Monte Capo dell'Uomo), Montegiordano, Oriolo, Alessandria del Carretto, Castroregio e, in modo più consistente, nel territorio di Albidona (in particolare dal versante sud-occidentale di Serra Manganile al letto della Fiumara Saraceno);
- Sezione di Casalnuovo Lucano: nell'area di confine tra la Basilicata e la Calabria, nei territori di San Costantino Albanese, San Paolo Albanese e Terranova del Pollino, dal letto del Fiume Sarmento fino al pozzo Casalnuovo.

Oltre a queste due sezioni sono degni di nota alcuni affioramenti più occasionali nel Cilento, nei pressi del Monte Centaurino e del Monte Sacro, e in Basilicata, nei pressi del comune di Moliterno (Monte Raparo).

## Distribuzione litostratigrafica
Si possono distinguere tre tipologie litologiche, analizzando le sezioni dal basso verso l'alto:
- membro arenaceo-argilloso: sezione dallo spessore di circa 850 m, costituita da un'alternanza di arenarie fini e peliti di colore grigio-oliva;
- membro calcareo-argilloso-arenaceo: sezione di analoga potenza, costituita da marne, con intercalazioni mediane di argille e arenarie;
- membro conglomeratico-arenaceo: sezione di circa 600 m, costituita da un'alternanza di arenarie e conglomerati granitici (spesso ciottolosi).

## Distribuzione petrografica
L'analisi petrografica di 27 campioni, distribuiti su tutta la formazione, ha messo in luce la presenza di subgrovacche, in particolare calcarifere, e di arcosi. L'evoluzione graduale delle psammiti verso l'alto (da tipi di grovacche formate da terreni sedimentari a tipi tendenti alle arcosi) ha evidenziato, inoltre, un'erosione considerevole che parte dai livelli più profondi della formazione.

## Presenza microfaunistica
Il Flysch di Albidona è caratterizzato da una distribuzione delle specie planctoniche intervallata in 5 zone:
- Zona A: presenza di Globorotalia rex, Globorotalia wilcoxensis e Globorotalia formosa gracilis;
- Zona B: presenza di Globorotalia aragonensis e Globorotalia soldadoensis angulosa;
- Zona C: presenza di Globorotalia palmere e Globorotalia bullbrooki;
- Zona D: presenza di fossili, quali la Hantkenina argaonensis e la Aragonia anauna;
- Zona E: presenza di Globorotalia lehneri, Globorotalia centralis e Globigerinapsis kugleri.